# Castillo de Saché

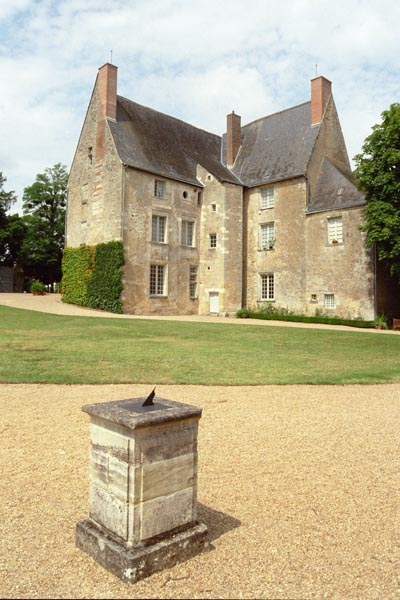
El Château de Saché, cercana a la ciudad de Tours, en Francia.

El castillo de Saché está situado en el corazón de la Touraine francesa, en el valle del río Indre. Fue aquí, entre 1830 y 1837, que el gran escritor francés Honoré de Balzac, escribió algunas de sus más finas obras de la serie La Comédie humaine, que comprende cerca de 90 novelas, en las cuales él pretende reflejar cada aspecto de la sociedad francesa de aquellos tiempos.
El castillo  fue adquirido por el amigo de Balzac, Jean de Margonne, el amante de su madre y el padre de su hijo más joven. El escritor a menudo pasaría largos períodos residiendo aquí fuera de su turbulenta vida en París, escribiendo de 14 a 16 horas por día. Después de la cena él acostrumbraba dormir por pocas horas, se despertaba alrededor de la medianoche y escribía hasta el amanecer, sostenido por una gran cantidad de café.
El castillo  es en la actualidad un museo evocativo dedicado a Balzac. Especialmente memorable es su pequeño dormitorio en la segunda planta con una cama simple y un escritorio de escritura donde muchos de sus personajes, a menudo atormentados, fueron concebidos. Ha sido distinguido con la etiqueta Maisons des illustres, creada en 2011 «para señalar al público los lugares cuya vocación es conservar las colecciones relacionadas con personalidades y darles una mejor visibilidad».

## Historia del castillo

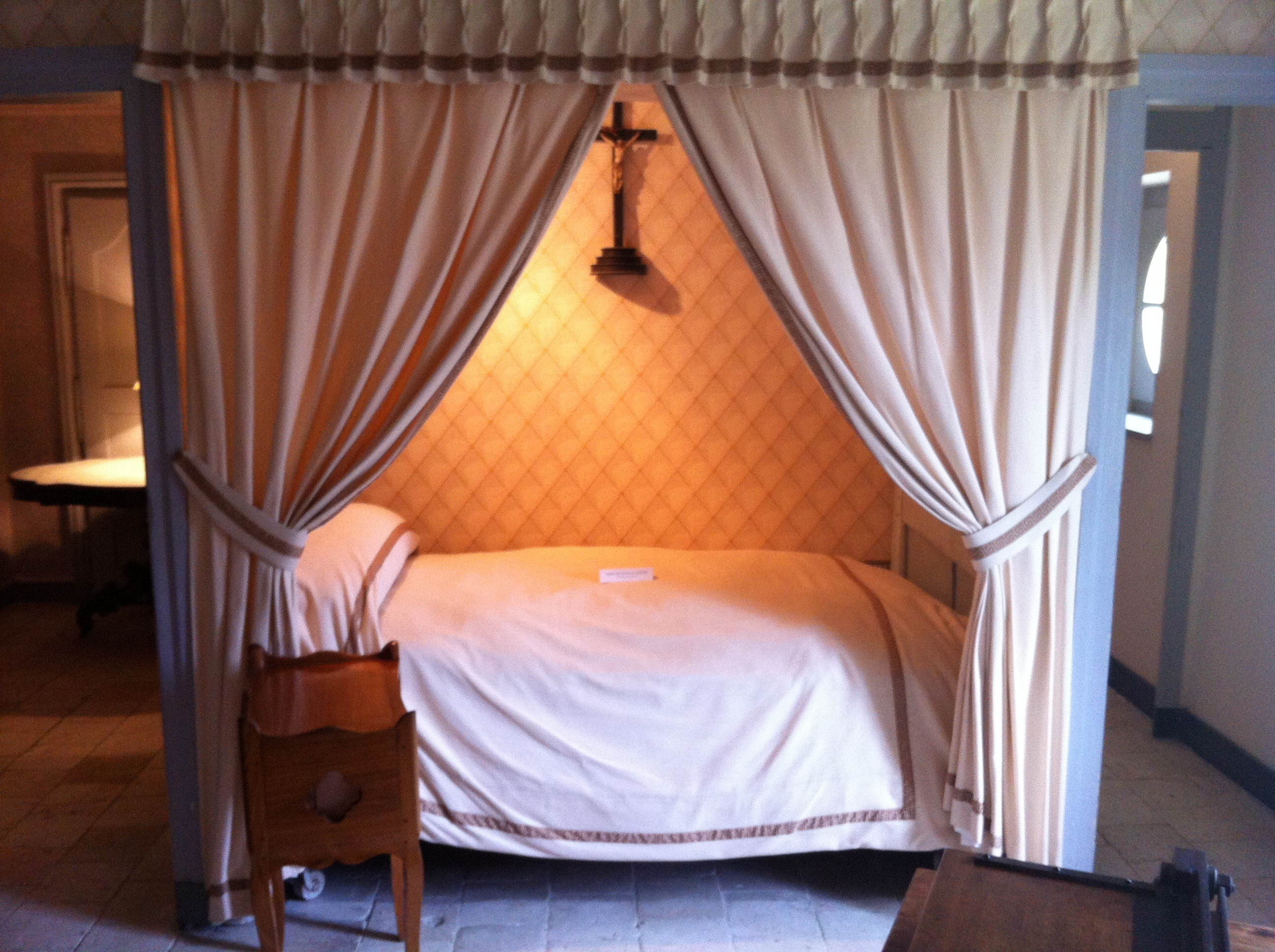
Cama en la habitación de Honoré de Balzac, en el castillo de Saché, Francia

El castillo de Sache es una casa del Renacimiento francés, cuyo edificio principal data del siglo XV.  Fue ampliado con un ala en el siglo XVII y luego una segunda en el siglo XVIII.  El conjunto del edificio fue arreglado en el siglo XIX en el estilo de la época por su propietario, Jean de Margonne.  Fue durante este período cuando Balzac acudía regularmente a numerosas estancias en el castillo.  Después de pertenecer a las familias Estave, Bodin y Lecoy (a la que el escritor René Benjamin estaba relacionado por matrimonio en 1916 con Elizabeth Lecoy), fue adquirido en 1921 por Maurice Suzor que lo revendió a Paul Métadier en 1926. Él y su hijo, Bernard-Henri, también crearon un museo dedicado a Balzac en 1951. La familia Métadier cedió el castillo y sus colecciones al consejo general de Indre-et-Loire en 1958. Bernard-Henri Métadier, llamado Paul Métadier, sin embargo, siguió siendo el conservador del museo, hasta el inicio de la década de 2000.